# Herman's Hermits
Herman's Hermits é um grupo britânico de rock formado por Peter Noone (vocalista), Karl Green, Keith Hopwood, Derek Leckenby e Barry Whitwam, tendo Mickey Most como produtor e empresário. Alcançaram diversos "hits" nas paradas americanas e inglesas entre 1964 e 1968, com destaque para There's a Kind of Hush, "No Milk Today", "Mrs. Brown, You've Got a Lovely Daughter", entre outros.
Nos Estados Unidos, em determinado momento, chegaram perto da popularidade dos Beatles. Nas gravações eram algumas vezes substituídos por músicos de estúdio, sendo o mais famoso deles o guitarrista Jimmy Page, mais tarde um dos membros fundadores da banda Led Zeppelin. Do grupo original, restaram apenas o baterista Barry Whitman e Peter Noone, que apesar de ser o mais jovem integrante da banda, era considerado o líder natural do grupo. Ambos travam uma longa batalha judicial sobre quem tem os direitos da marca “Herman´s Hermits”. A formação atual conta ainda com o guitarrista Ray Frost (substituiu Paul Cornwell em 2019) e o tecladista Tony Hancox, que juntou-se ao grupo em 2017.
Sobre os demais integrantes da primeira formação, apenas um faleceu: o guitarrista Derek Leckenby, que permaneceu no grupo durante 30 anos e também era o mais velho do grupo, não resistira a um linfoma não Hodgkin e morreu em 1994, aos 51 anos. Em 1997, Pete Cowap, que substituiu Peter Noone como vocalista entre 1971 e 1972, faleceu aos 53 anos.

## Integrantes
| - Barry Whitham - bateria (1964–presente) - Geoff Foot - vocal principal, baixo (1980–presente) - Tony Hancox - teclado, backing vocals (1994–presente) - Ray Frost - guitarra solo, backing vocals (2019–presente) | - Peter Noone (Herman) - vocal principal, piano, saxofone (1964–1971, 1973) - Derek Leckenby - guitarra solo (1964–1994; faleceu em 1994) - Keith Hopwood - guitarra rítmica, backing vocals (1964–1972) - Karl Green - baixo (1964–1980), backing vocals (1972–1980) - Pete Cowap - vocal principal, guitarra rítmica (1971–1972; faleceu em 1997) - John Gaughan - guitarra rítmica, backing vocals (1972–1975) - Frank Renshaw - guitarra rítmica, backing vocals (1975–1982) - Rod Gerrard - guitarra rítmica, backing vocals (1986–1995) - Eddy Carter - guitarra solo, backing vocals (1994–2013) - Kevan Lingard - teclado, backing vocals (2006–2016) - Paul Robinson - teclado, backing vocals (2016–2017) - Paul Cornwell - guitarra solo, backing vocals (2013–2019) - Justin LaBarge - guitarra rítmica, backing vocals (2015–2019) - Duncan Keith - guitarra solo, backing vocals (2019) |

## Discografia

### Hit-Singles (compacto simples)
- I'm Into Something Good 1964 (EUA, posição na parada: 13, Inglaterra, posição na parada: 1)
- Show Me Girl 1964 (Inglaterra, posição na parada: 19)
- Silhouettes 1965 (EUA,, posição na parada: 5, Inglaterra, posição na parada: 3)
- Can't You Hear My Heartbeat 1965 (EUA, posição na parada: 2)
- Mrs. Brown You've Got A Lovely Daughter 1965 (EUA, posição na parada: 1)
- Wonderful World 1965 (EUA, posição na parada: 4, Inglaterra, posição na parada: 7)
- I'm Henry VIII, I Am 1965 (EUA, posição na parada: 1)
- Just A Little Bit Better 1965 (EUA, posição na parada: 7, Inglaterra, posição na parada: 15)
- A Must To Avoid 1965 (EUA, posição na parada: 8, Inglaterra, posição na parada: 6)
- Listen People 1966 (EUA, posição na parada: 3)
- You Won't Be Leaving 1966 (Inglaterra, posição na parada: 20)
- Leaning On The Lamp Post 1966 (EUA, posição na parada: 9)
- This Door Swings Both Ways 1966 (EUA, posição na parada: 12, Inglaterra, posição na parada: 18)
- No Milk Today 1966 (EUA, posição na parada: 35, Inglaterra, posição na parada: 7)
- Dandy 1966 (EUA, posição na parada: 5)
- East West 1966 (EUA, posição na parada: 27, Inglaterra, posição na parada: 33)
- There's A Kind Of Hush 1967 (EUA, posição na parada: 4, Inglaterra, posição na parada: 7)
- Don't Go Out Into The Rain 1967 (EUA, posição na parada: 18)
- Museum 1967 (EUA, posição na parada: 39, Inglaterra, posição na parada: 40)
- I Can Take Or Leave Your Loving 1968 (EUA, posição na parada: 22, Inglaterra, posição na parada: 11)
- Sleepy Joe 1968 (Inglaterra, posição na parada: 12)
- Sunshine Girl 1968 (Inglaterra, posição na parada: 8)
- Something's Happening 1968 (Inglaterra, posição na parada: 6)
- My Sentimental Friend 1969 (Inglaterra, posição na parada: 2)
- Here Comes The Star 1969 (Inglaterra, posição na parada: 33)
- Years May Come, Years May Go 1970 (Inglaterra, posição na parada: 7)
- Bet Yer Life I Do (Inglaterra, posição na parada: 22)
- Lady Barbara 1970 (Inglaterra, posição na parada: 13)

### Álbuns
- 1965 — Introducing Herman's Hermits
- 1965 — Their Second Álbum! Herman's Hermits On Tour
- 1965 — Herman's Hermits
- 1965 — British Go Go
- 1966 — Hold On!
- 1966 — Both Sides of Herman's Hermits
- 1966 — Again
- 1966 — Lucky 13
- 1967 — There's a Kind of Hush All Over the World
- 1967 — Blaze
- 1967 — X15
- 1997 — Greatest Hits
- 2005 —  Herman's Hermits Retrospective"

## Filmografia
- 1965 — Pop Gear
- 1965 — When the Boys Meet the Girls
- 1966 — Hold On!
- 1968 — Mrs. Brown, You've Got a Lovely Daughter